# عبد العزيز نظمي
عبد العزيز نظمي بك (1878 - أبريل 1945) طبيب أطفال مصري. ولد ونشأ في القاهرة. درس الطب في فرنسا وتخصص بأمراض الأطفال. عمل الطبيب الأول بمستشفيات الأوقاف الخديوية المصرية. أصدر مجلة «الحكمة» سنة 1904. اشتغل بالأدب والطب، وكان من مشاهير الأطباء عصره، وعضوًا في جمعيات علمية كثيرة، وعضوًا بمجلس النواب. توفي عن 67 عامًا. له مؤلفات كثيرة في الطب الأطفال، وترجمات عن الفرنسية.

## سيرته
هو عبد العزيز نظمي بن عبد الرزاق، ولد سنة 1295 هـ/ 1878 في القاهرة بالخديوية المصرية ونشأ بها. سافر إلى فرنسا لدراسة الطب، وتخرج من كلية مونبليه وتخصص في أمراض الأطفال. درس أيضًا علم الحقوق، وعيّن في مستشفيات الأوقاف ثم حكيمباشي اسبتالية الأمراض الوبائية في العباسية، وأنشاء عيادته الخصوصية. وكذلك أنشأ مجلة الحكمة سنة 1904 وتولى تحريرها. كان من أعضاء جمعية تاريخ الطب الفرنسية،  ورئيس لجنة تأسيسية للنادي المدارس العليا في أكتوبر 1905.

توفي عبد العزيز نظمي في شهر جمادى الأولى 1364 / أبريل 1945 بالقاهرة في المملكة المصرية.

## آثاره
من مؤلفاته:
- «الرياض العباسي في قانون الصحة الأساسي»، مطبعة المحروسة، القاهرة، 1893[9]
- «تربية الأطفال»، بالفرنسية، 1903
- «صحة المولود»، 1906 [10]
- «واجبات الطبيب»، 1908 [11]
- «تمريض الأطفال»، 1913 [12]
- «الارشادات الصحية والاسعافات الطبية»، 1921
- «صحة الأبدان»
- «نصائح طبيب للشبان»، ترجمة
- «العناية بالطفل في الصحة والمرض»
- «قانون الصحة»
- «الطب في عهد الفراعنة»
- «خواطر طبيب»، رسالة صغيرة وهي خاصة بالنزلات المعدية المعوية عند الأطفال
- «كيف تحسن حالة العميان في مصر»
- «أمراض الأطفال الكثيرة الانتشار»